# Karolina Ciesielska
Karolina Ciesielska (ur. 17 lutego 1996) – polska lekkoatletka, sprinterka.
Podczas mistrzostw świata juniorów w 2014 biegła w eliminacjach w sztafecie 4 × 400 metrów. Polki awansowały do finału, w którym Ciesielską zastąpiła Aleksandra Szczerbaczewicz.
Srebrna medalistka mistrzostw Europy juniorów w sztafecie 4 × 100 metrów (2015). Indywidualnie odpadła w półfinale na 200 metrów podczas tych zawodów.
Medalistka mistrzostw Polski w juniorskich kategoriach wiekowych na różnych dystansach.

## Osiągnięcia
| Rok  | Impreza                     | Miejsce    | Konkurencja        | Lokata     | Wynik   |
| ---- | --------------------------- | ---------- | ------------------ | ---------- | ------- |
| 2014 | Mistrzostwa świata juniorów | Eugene     | sztafeta 4 x 400 m | eliminacje | 3:32,72 |
| 2015 | Mistrzostwa Europy juniorów | Eskilstuna | bieg na 200 m      | półfinał   | 23,96w  |
| 2015 | Mistrzostwa Europy juniorów | Eskilstuna | sztafeta 4 x 100 m | 2. miejsce | 45,28   |

## Rekordy życiowe
- Bieg na 100 metrów – 11,94 (2015) / 11,87w (2015)
- Bieg na 200 metrów – 24,19 (2015) / 23,96w (2015)
- Bieg na 300 metrów (hala) – 39,17 (2016)
- Bieg na 400 metrów – 54,51 (2014)